# ラディトール

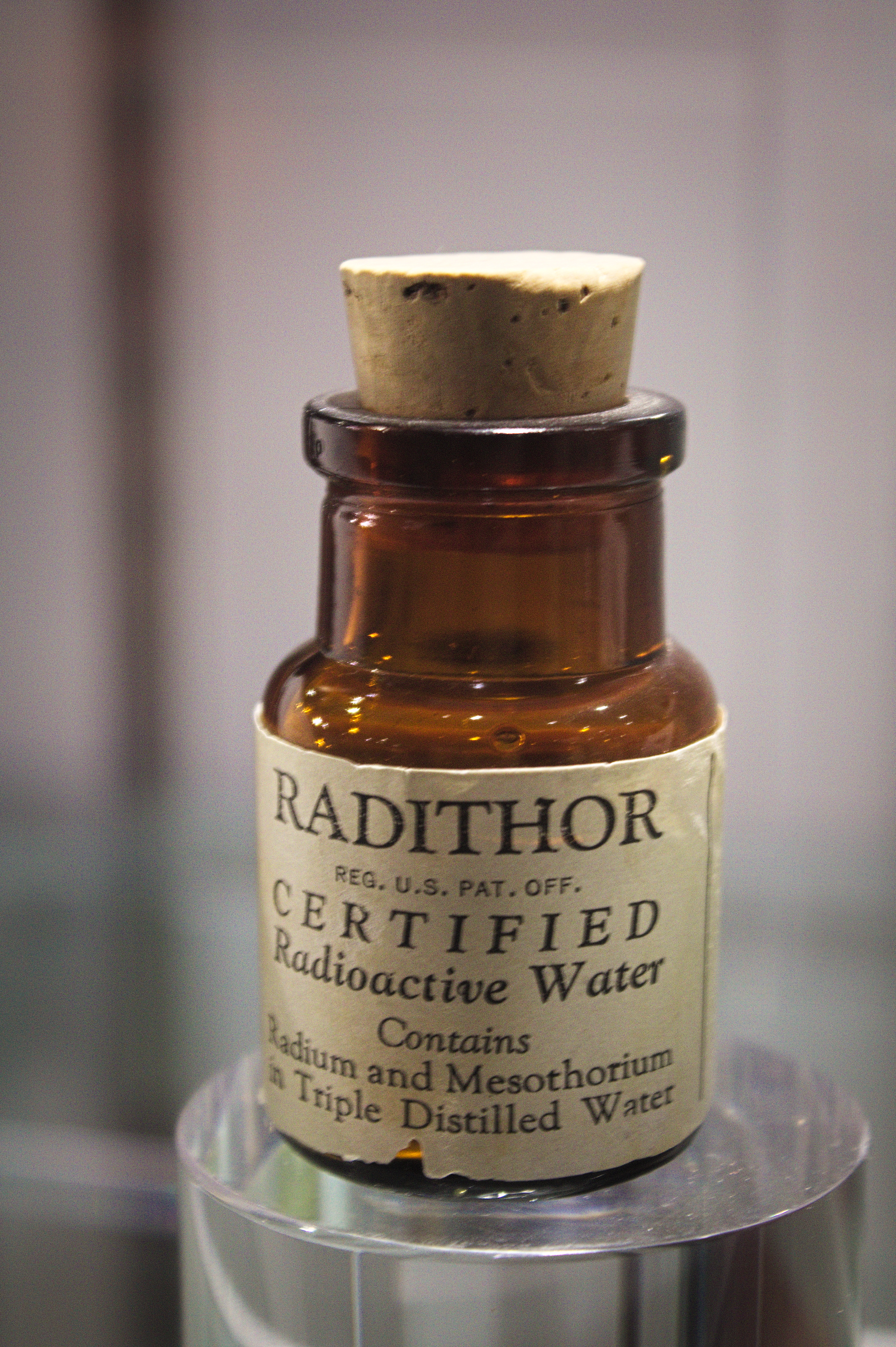
国立原子力博物館に展示されているラディトールの瓶（米国・ニューメキシコ州）

ラディトール（英語: Radithor）は、アメリカ合衆国でかつて販売されていた特許薬。放射線偽医療の代表例として知られており、特に放射線ホルミシスの原理を過度かつ広範に、疑似科学的に応用したものである。ラディトールは3回蒸留を行った蒸留水と、ラジウム226と228が其々最低1マイクロキュリー（1μCi）（=37キロベクレル（37kBq））とで構成されていた。
ラディトール及び放射性薬は1932年に終わりを迎えたが、それはアメリカの実業家であり億万長者であり、かつラディトールの最も熱烈な使用者の一人であったエベン・バイヤーズの早すぎる死によるものであった。ラディトールの歴史は、放射線ホルミシスの過度な疑似科学的応用であると考えられている。そして、ラディトールは医薬品及び放射性製品の規制管理の強化に繋がった。

## 歴史
ラディトールは、1918年から1928年の間に、ニュージャージー州イーストオレンジのベイリー・ラジウム・ラボラトリーズ社（英語: Bailey Radium Laboratories, Inc.,）によって製造された。この会社の所有者かつ代表者はウィリアム・J・A・ベイリーであった。彼は、ハーバード大学を中退した人物であり、医学博士も保持していなかった。ラディトールは、「生ける屍の治療法（英語: A Cure for the Living Dead）」や「永久の快活（英語: Perpetual Sunshine）」と宣伝された。この高額な品は、他の病気の中でも、特に勃起不全に効果があるとされていた。
イェール大学出身で、裕福なアメリカ合衆国のソーシャライトであり、アマチュアゴルファーであり、実業家でもあったエベン・バイヤーズは、1932年にラディトールに含まれるラジウムによる放射線中毒により死亡した。バイヤーズは、鉛で裏打ちされた棺で埋葬された。1965年に研究のために墓が掘り起こされた際には、彼の身体は未だに高い放射能を持っており、その放射能を計測すると225,000ベクレルであった。比較すると、凡そ0.0169グラムのカリウム40が一般的な人の体内に存在しているとされるが、その放射能は凡そ4,400ベクレルである。
バイヤーズの死は、アメリカ食品医薬品局の権限強化の切っ掛けとなり、加えてほとんどの放射線を基礎に据えた特許薬の終焉へと繋がった。1990年8月1日のウォール・ストリート・ジャーナルは、バイヤーズの悲劇を「ラジウム水はよく効いた、彼の顎が腐り果てるまで（英語: The Radium Water Worked Fine Until His Jaw Came Off）」と題し、記事を掲載した。